# Абоборейра
Абоборейра (порт. Aboboreira) — парафія (фрегезія) в Португалії, входить до округу Сантарен. Є складовою частиною муніципалітету Масан. За старим адміністративним поділом входив в провінцію Бейра-Байша. Входить в економіко-статистичний субрегіон Пиньял-Інтеріор-Сул, який входить в Центральний регіон. Населення становить 620 людей на 2001 рік. Займає площу 27,86 км².
Покровителем району вважається Ісус Христос (порт. São Silvestre).
| Португалія | Це незавершена стаття з географії Португалії. Ви можете допомогти проєкту, виправивши або дописавши її. |